# Гас Ван Сан
Гас Грин Ван Сан, млађи (енгл. Gus Green Van Sant, Jr.; Луивил, 24. јул 1952) амерички је филмски редитељ, сценариста, фотограф, музичар и писац.
Каријеру је започео режирајући рекламе. Његова филмографија обухвата наслове „И каубојке могу да плачу“ (Even Cowgirls Get the Blues), обраду истоименог романа Тома Робинса са Кијануом Ривсом, Розен Бар и Умом Терман у главним улогама и „Мој приватни Ајдахо“ (My Own Private Idaho) са Ривсом и Ривером Финиксом у главним улогама. Године 1997. режирао је филм Добри Вил Хантинг у којем су наступили Мет Дејмон и Бен Афлек. Овај филм му је донео прву номинацију за Оскара за најбољу режију. Његов филм Elephant награђен је Златном палмом на Канском филмском фестивалу 2003. Другу номинацију за Оскара за најбољу режију зарадио је за филм Милк, који говори о животу Харвија Милка. Ван Сан је декларисани геј и већина његових филмова обрађује управо ту тематику.
Написао је сценарија за готово све своје ране филмове. Објаво је роман Pink, као и књигу фотографија 108 Portraits.
Тренутно живи у Портланду у Орегону.

## Филмографија
- Mala Noche (1985) – режија и сценарио
- Five Ways to Kill Yourself (1987)
- My New Friend (1987)
- Ken Death Gets Out of Jail (1987)
- Драгстор каубој (1989) – режија и сценарио
- Thanksgiving Prayer (1991) – режија и сценарио
- Мој приватни Ајдахо (1991) – режија и сценарио
- И каубојке могу да плачу (1993)
- To Die For (1995)
- Four Boys in a Volvo (1996)
- Добри Вил Хантинг (1997)
- Ballad of the Skeletons (1997) – режија и сценарио
- Психо (1998)
- Упознати Форестера (2000)
- Gerry (2002) – режија и сценарио
- Elephant (2003) – режија и сценарио
- Last Days (2005) – режија и сценарио
- Paris, je t'aime (2006) - (segment "4e arrondissement") – режија и сценарио
- Парк Параноја (2007)
- Милк (2008)